# Kayamkulam
Kayamkulam är en stad i den indiska delstaten Kerala, och tillhör distriktet Alappuzha. Folkmängden uppgick till cirka 70 000 invånare vid folkräkningen 2011. Storstadsområdet beräknades ha cirka 630 000 invånare 2018. 